# Dirrty
"Dirrty" is een zelfgeschreven nummer van de Amerikaanse zangeres Christina Aguilera. Het nummer is de eerste single van Christina’s tweede album Stripped uit (2002). Met deze single en videoclip rekende Aguilera af met haar voorheen brave imago. Hiervoor neemt ze hiphop producer Dana Stinson in de armen en die adviseerde haar Redman's nummer uit 2001 als sample te gebruiken, getiteld "Let's Get Dirty (I Can't Get in da Club)".

## Tracklijst
| Nr. | Titel                | Duur  |
| --- | -------------------- | ----- |
| 1.  | Dirrty (zonder rap)  | 04:01 |
| 2.  | I Will Be            | 04:12 |
| 3.  | Dirrty               | 04:58 |
| 4.  | Dirrty (muziekvideo) | 04:49 |

## Hitnoteringen
Het behaalde met de nummer 2-positie in de Nederlandse Top 40 de hoogste positie van continentaal Europa. Zes weken lang bleef de single daar staan.

### Nederlandse Top 40
| Positie: | 32 | 9 | 3 | 2 | 2 | 2 | 2 | 2 | 2 | 4 | 5 | 9 | 12 | 20 | 31 | uit |

### NederlandseSingle Top 100
| Hitnotering: 26-10-2002 t/m 15-03-2003 | Hitnotering: 26-10-2002 t/m 15-03-2003 | Hitnotering: 26-10-2002 t/m 15-03-2003 | Hitnotering: 26-10-2002 t/m 15-03-2003 | Hitnotering: 26-10-2002 t/m 15-03-2003 | Hitnotering: 26-10-2002 t/m 15-03-2003 | Hitnotering: 26-10-2002 t/m 15-03-2003 | Hitnotering: 26-10-2002 t/m 15-03-2003 | Hitnotering: 26-10-2002 t/m 15-03-2003 | Hitnotering: 26-10-2002 t/m 15-03-2003 | Hitnotering: 26-10-2002 t/m 15-03-2003 | Hitnotering: 26-10-2002 t/m 15-03-2003 | Hitnotering: 26-10-2002 t/m 15-03-2003 | Hitnotering: 26-10-2002 t/m 15-03-2003 | Hitnotering: 26-10-2002 t/m 15-03-2003 | Hitnotering: 26-10-2002 t/m 15-03-2003 | Hitnotering: 26-10-2002 t/m 15-03-2003 | Hitnotering: 26-10-2002 t/m 15-03-2003 | Hitnotering: 26-10-2002 t/m 15-03-2003 | Hitnotering: 26-10-2002 t/m 15-03-2003 | Hitnotering: 26-10-2002 t/m 15-03-2003 | Hitnotering: 26-10-2002 t/m 15-03-2003 |
| Week:                                  | 1                                      | 2                                      | 3                                      | 4                                      | 5                                      | 6                                      | 7                                      | 8                                      | 9                                      | 10                                     | 11                                     | 12                                     | 13                                     | 14                                     | 15                                     | 16                                     | 17                                     | 18                                     | 19                                     | 20                                     |                                        |
| -------------------------------------- | -------------------------------------- | -------------------------------------- | -------------------------------------- | -------------------------------------- | -------------------------------------- | -------------------------------------- | -------------------------------------- | -------------------------------------- | -------------------------------------- | -------------------------------------- | -------------------------------------- | -------------------------------------- | -------------------------------------- | -------------------------------------- | -------------------------------------- | -------------------------------------- | -------------------------------------- | -------------------------------------- | -------------------------------------- | -------------------------------------- | -------------------------------------- |
| Positie:                               | 50                                     | 7                                      | 3                                      | 2                                      | 2                                      | 2                                      | 2                                      | 2                                      | 3                                      | 4                                      | 4                                      | 4                                      | 8                                      | 13                                     | 17                                     | 25                                     | 33                                     | 44                                     | 58                                     | 80                                     | uit                                    |

## Releasedata
| Land                | Releasedatum      | Formaat   | Label     |
| ------------------- | ----------------- | --------- | --------- |
| Verenigde Staten    | 24 september 2002 | vinyl     | RCA       |
| Duitsland           | 14 oktober 2002   | cd-single | RCA, Sony |
| Verenigd Koninkrijk | 11 november 2002  | cd-single | RCA       |
| Verenigde Staten    | 10 december 2002  | cd-single | RCA       |

Studioalbums: Christina Aguilera · Stripped · Back to Basics · Bionic

Andere albums: Mi Reflejo · My kind of Christmas · Just Be Free · Keeps Gettin' Better: A Decade of Hits

Singles (in Nederland): "Genie in a Bottle" · "What a Girl Wants" · "I Turn to You" · "Come On Over Baby (All I Want Is You)" · "Nobody Wants to Be Lonely" · "Lady Marmalade" · "Dirrty" · "Beautiful" · "Fighter" · "Can't Hold Us Down" · "The Voice Within" · "Car Wash" · "Tilt Ya Head Back" · "Ain't No Other Man" · "Hurt" · "Tell Me" · "Candyman" · "Oh Mother" · "Keeps Gettin' Better"

Zie ook: Discografie · RCA Records